# 卢氏县连翘花季
卢氏县连翘花季是中华人民共和国河南省三门峡市卢氏县人民政府于每年三月举行的活动，同期还举行连翘产业高质量发展峰会、钓鱼大赛、山地自行车赛、徒步大赛、美食品鉴、摄影大赛、短视频大赛等多项辅助性活动。连翘花节的开幕式总会场设在范里镇柏坡村。

## 背景
卢氏县是中国连翘生产第一强县。2016年，卢氏县人民政府提出“打造卢氏连翘百万亩强县”目标，将连翘产业作为卢氏县脱贫工作的支柱产业。截至2020年年底，卢氏县高效连翘面积超过100万亩，其中野生抚育超过40万亩、人工种植超过60万亩。2020年12月，卢氏县被农业农村部等国务院7部门确定为卢氏连翘中国特色农产品优势区。

## 举行

### 参与单位
2021年中国第一届连翘花节由河南省农业农村厅、河南省文化和旅游厅、河南省供销合作总社、三门峡市人民政府、广州医药集团、北京同仁堂国药有限公司、健康中国50人论坛主办；三门峡市农业农村局、三门峡市文化广电和旅游局、三门峡市供销社和卢氏县人民政府承办；北京春风药业等12家公司协办。中共三门峡市委副书记、三门峡市市长安伟主持开幕式，三门峡市政协副主席、中共卢氏县委书记王清华致欢迎辞。

### 时间
2021年3月1日，卢氏县连翘花节动员会召开，卢氏县人民政府动员各乡镇、各相关单位做好连翘花节筹备工作。会议确定，中国第一届连翘花节将以“清清卢氏·‘翘’首以待”为主题。
3月17日，河南省省长尹弘对卢氏县举办中国第一届连翘花节做出批示，批示中说：“预祝活动顺利，多利用新媒体进行传播推介”。